# جورج آلمن (بازیکن فوتبال)
جورج آلمن (انگلیسی: George Allman; ۲۳ ژوئیهٔ ۱۹۳۰ – سپتامبر ۲۰۱۶) بازیکن فوتبال اهل بریتانیا بود.
از باشگاه‌هایی که در آن بازی کرده‌است می‌توان به باشگاه فوتبال اشتون یونایتد و باشگاه فوتبال استوک‌پورت کانتی اشاره کرد.